# Amphisbaena vermicularis
Amphisbaena vermicularis är en ödleart som beskrevs av  Johann Georg Wagler 1824. Amphisbaena vermicularis ingår i släktet Amphisbaena och familjen Amphisbaenidae. Inga underarter finns listade i Catalogue of Life.